# 河原淳平
河原 淳平（かわはら じゅんぺい、1964年3月3日 - ）は、日本の警察庁技官。石川県警察本部長を経て、警察庁長官官房サイバーセキュリティ・情報化審議官、警察庁情報通信局長、警察庁サイバー警察局長。

## 人物・経歴
兵庫県出身。1988年上智大学大学院理工学研究科修了、警察庁入庁。2014年警察庁情報通信局情報通信企画課通信運用室長。同年警察庁警備局警備企画課サイバー攻撃対策官兼警備局調査官。2016年警察庁情報通信局情報技術解析課長。2017年警察庁長官官房付。同年から石川県警察本部長を務め、交通死亡事故の抑止策などを進めた。2019年警察庁生活安全局情報技術犯罪対策課長。同年警察庁長官官房サイバーセキュリティ・情報化審議官。2022年情報通信局長。同年サイバー警察局長（任警視監）。